# Álarcos énekes (első évad)
Az Álarcos Énekes című zenés show-műsor első évadja 2020. február 9-én vette kezdetét a RTL-en. A műsorvezető Istenes Bence, a zsűritagok Gáspár Laci, Csobot Adél, Dancsó Péter és Sebestyén Balázs voltak.
Az Álarc Mögött című háttérműsor első évadát Szabó Zsófi és ÉNB Lali vezette.
Az évad tíz részes volt, vasárnaponként sugározta az RTL. A döntőre 2020. április 12-én került sor, ahol az első széria győztese Gallusz Nikolett lett.

## Nyomozók

### Állandó nyomozók
- Csobot Adél – énekesnő
- Gáspár Laci – énekes, dalszerző
- Dancsó Péter – digitális tartalomkészítő
- Sebestyén Balázs – műsorvezető, rádiós személyiség

## Eredmények
Győztes

      Második helyezett

      Harmadik helyezett

 ✔  A versenyző párbajgyőztesként automatikusan továbbjutott

 ✔  A versenyzőt a nyomozók juttatták tovább

 ✘  A versenyző kiesett, és levette az álarcát

      A versenyző nem szerepelt az epizódban
| #   | Álarc       | Versenyző        | Foglalkozás         | Epizódok | Epizódok | Epizódok | Epizódok | Epizódok | Epizódok | Epizódok | Epizódok | Epizódok | Epizódok |
| #   | Álarc       | Versenyző        | Foglalkozás         | 1.       | 2.       | 3.       | 4.       | 5.       | 6.       | 7.       | 8.       | 9.       | 10.      |
| --- | ----------- | ---------------- | ------------------- | -------- | -------- | -------- | -------- | -------- | -------- | -------- | -------- | -------- | -------- |
| 1.  | Nyuszi      | Gallusz Nikolett | énekesnő, színésznő | ✔        |          | ✔        |          |          | ✔        | ✔        | ✔        | ✔        | 1.       |
| 2.  | Robot       | Nagy Ervin       | színész             | ✔        |          |          | ✔        |          | ✔        | ✔        | ✔        | ✔        | 2.       |
| 3.  | Krokodil    | Árpa Attila      | színész             |          | ✔        |          | ✔        |          | ✔        | ✔        | ✔        | ✔        | 3.       |
| 4.  | Kutya       | Józan László     | színész             |          | ✔        |          | ✔        | ✔        |          | ✔        | ✔        | ✘        | ✘        |
| 5.  | Fagyi       | Schóbert Lara    | influencer          |          | ✔        | ✔        |          | ✔        |          | ✔        | ✘        | ✘        | ✘        |
| 6.  | Polip       | Pokorny Lia      | színésznő           |          | ✔        |          | ✔        | ✔        |          | ✘        | ✘        | ✘        | ✘        |
| 8.  | Páva        | Hajas László     | mesterfodrász       | ✔        |          | ✔        |          |          | ✘        | ✘        | ✘        | ✘        | ✘        |
| 8.  | Szörnyecske | Arató András     | villamosmérnök      | ✔        |          | ✔        |          | ✘        | ✘        | ✘        | ✘        | ✘        | ✘        |
| 10. | Oroszlán    | Opitz Barbi      | énekesnő            |          | ✔        |          | ✘        | ✘        | ✘        | ✘        | ✘        | ✘        | ✘        |
| 10. | Unikornis   | Kökény Attila    | énekes              | ✔        |          | ✘        | ✘        | ✘        | ✘        | ✘        | ✘        | ✘        | ✘        |
| 12. | Alien       | Hargitai Bea     | modell              |          | ✘        | ✘        | ✘        | ✘        | ✘        | ✘        | ✘        | ✘        | ✘        |
| 12. | Panda       | Csepregi Éva     | énekesnő            | ✘        | ✘        | ✘        | ✘        | ✘        | ✘        | ✘        | ✘        | ✘        | ✘        |

## Epizódok

### 1. epizód (február 9.)
| #         | Álarc       | Dal                                    | Személyazonosság | Eredmény     |
| 1. párbaj | 1. párbaj   | 1. párbaj                              | 1. párbaj        | 1. párbaj    |
| --------- | ----------- | -------------------------------------- | ---------------- | ------------ |
| 1         | Unikornis   | Nessun dorma (Turandot)                | nem ismert       | Továbbjutott |
| 2         | Szörnyecske | Don’t Worry, Be Happy (Bobby McFerrin) | nem ismert       | Nyert        |
| 2. párbaj |             |                                        |                  |              |
| 3         | Panda       | Szomorú szamuráj (Ámokfutók)           | Csepregi Éva     | Kiesett      |
| 4         | Nyuszi      | Bad Guy (Billie Eilish)                | nem ismert       | Nyert        |
| 3. párbaj |             |                                        |                  |              |
| 5         | Páva        | Ha én gazdag lennék (Tevje)            | nem ismert       | Továbbjutott |
| 6         | Robot       | You Could Be Mine (Guns N’ Roses)      | nem ismert       | Nyert        |

### 2. epizód (február 16.)
| #         | Álarc     | Dal                                                            | Személyazonosság | Eredmény     |
| 1. párbaj | 1. párbaj | 1. párbaj                                                      | 1. párbaj        | 1. párbaj    |
| --------- | --------- | -------------------------------------------------------------- | ---------------- | ------------ |
| 1         | Krokodil  | Human (Rag’n’Bone Man)                                         | nem ismert       | Továbbjutott |
| 2         | Fagyi     | Sorry (Halsey)                                                 | nem ismert       | Nyert        |
| 2. párbaj |           |                                                                |                  |              |
| 3         | Kutya     | Jaj, cica (Csárdáskirálynő) / Who Let the Dogs Out? (Baha Men) | nem ismert       | Nyert        |
| 4         | Alien     | Sweet Dreams (Are Made of This) (Eurythmics)                   | Hargitai Bea     | Kiesett      |
| 3. párbaj |           |                                                                |                  |              |
| 5         | Oroszlán  | Without Me (Eminem)                                            | nem ismert       | Nyert        |
| 6         | Polip     | Lady Carneval (Korda György)                                   | nem ismert       | Továbbjutott |

### 3. epizód (február 23.)
| #         | Álarc       | Dal                          | Személyazonosság | Eredmény     |
| 1. párbaj | 1. párbaj   | 1. párbaj                    | 1. párbaj        | 1. párbaj    |
| --------- | ----------- | ---------------------------- | ---------------- | ------------ |
| 1         | Páva        | Létezem (R-GO)               | nem ismert       | Nyert        |
| 2         | Unikornis   | I Want to Break Free (Queen) | Kökény Attila    | Kiesett      |
| 2. párbaj |             |                              |                  |              |
| 3         | Fagyi       | One Kiss (Dua Lipa)          | nem ismert       | Továbbjutott |
| 4         | Szörnyecske | Csoki (Bëlga)                | nem ismert       | Továbbjutott |
| 5         | Nyuszi      | Toy (Netta)                  | nem ismert       | Nyert        |

### 4. epizód (március 1.)
| #         | Álarc     | Dal                                           | Személyazonosság | Eredmény     |
| 1. párbaj | 1. párbaj | 1. párbaj                                     | 1. párbaj        | 1. párbaj    |
| --------- | --------- | --------------------------------------------- | ---------------- | ------------ |
| 1         | Oroszlán  | Crazy (Gnarls Barkley)                        | Opitz Barbara    | Kiesett      |
| 2         | Krokodil  | Old Town Road (Lil Nas X ft. Billy Ray Cyrus) | nem ismert       | Nyert        |
| 3         | Robot     | Hazám, hazám (Simándy József)                 | nem ismert       | Továbbjutott |
| 2. párbaj |           |                                               |                  |              |
| 4         | Polip     | Thunderstruck (AC/DC)                         | nem ismert       | Továbbjutott |
| 5         | Kutya     | A hegyekbe fönn (Hip Hop Boyz)                | nem ismert       | Nyert        |

### 5. epizód (március 8.)
| #         | Álarc       | Dal                           | Személyazonosság | Eredmény     |
| 1. párbaj | 1. párbaj   | 1. párbaj                     | 1. párbaj        | 1. párbaj    |
| --------- | ----------- | ----------------------------- | ---------------- | ------------ |
| 1         | Szörnyecske | Skibidi (Little Big)          | Arató András     | Kiesett      |
| 2         | Kutya       | Never Enough (Loren Allred)   | nem ismert       | Nyert        |
| 2. párbaj |             |                               |                  |              |
| 3         | Fagyi       | Ég veled (Dér Heni)           | nem ismert       | Nyert        |
| 4         | Polip       | Takarítónő (Animal Cannibals) | nem ismert       | Továbbjutott |

### 6. epizód (március 15.)
| #         | Álarc     | Dal                        | Személyazonosság | Eredmény     |
| 1. párbaj | 1. párbaj | 1. párbaj                  | 1. párbaj        | 1. párbaj    |
| --------- | --------- | -------------------------- | ---------------- | ------------ |
| 1         | Krokodil  | Rebel Yell (Billy Idol)    | nem ismert       | Nyert        |
| 2         | Robot     | Sex Bomb (Tom Jones)       | nem ismert       | Továbbjutott |
| 2. párbaj |           |                            |                  |              |
| 3         | Páva      | Aranybula (PamKutya)       | Hajas László     | Kiesett      |
| 4         | Nyuszi    | Don’t Start Now (Dua Lipa) | nem ismert       | Nyert        |

### 7. epizód (március 22.)
| #         | Álarc     | Dal                                 | Személyazonosság | Eredmény     |
| 1. párbaj | 1. párbaj | 1. párbaj                           | 1. párbaj        | 1. párbaj    |
| --------- | --------- | ----------------------------------- | ---------------- | ------------ |
| 1         | Kutya     | A nézését meg a járását (Kis Grófo) | nem ismert       | Nyert        |
| 2         | Polip     | The Show Must Go On (Queen)         | Pokorny Lia      | Kiesett      |
| 2. párbaj |           |                                     |                  |              |
| 3         | Nyuszi    | Tous les mêmes (Stromae)            | nem ismert       | Továbbjutott |
| 4         | Krokodil  | Dream On (Aerosmith)                | nem ismert       | Nyert        |
| 3. párbaj |           |                                     |                  |              |
| 5         | Fagyi     | My Boy (Billie Eilish)              | nem ismert       | Továbbjutott |
| 6         | Robot     | Over the Rainbow (Judy Garland)     | nem ismert       | Nyert        |

### 8. epizód (március 29.)
| #         | Álarc     | Dal                                                   | Személyazonosság | Eredmény     |
| 1. párbaj | 1. párbaj | 1. párbaj                                             | 1. párbaj        | 1. párbaj    |
| --------- | --------- | ----------------------------------------------------- | ---------------- | ------------ |
| 1         | Fagyi     | Dance Monkey (Tones and I)                            | Schóbert Lara    | Kiesett      |
| 2         | Krokodil  | Take On Me (a-ha)                                     | nem ismert       | Nyert        |
| 3         | Robot     | Mesečina (Goran Bregović)                             | nem ismert       | Továbbjutott |
| 2. párbaj |           |                                                       |                  |              |
| 4         | Kutya     | Toxic (Britney Spears)                                | nem ismert       | Nyert        |
| 5         | Nyuszi    | Swalla (Jason Derulo ft. Nicki Minaj & Ty Dolla $ign) | nem ismert       | Továbbjutott |

### 9. epizód – elődöntő (április 5.)
| #         | Álarc     | Dal                                             | Személyazonosság | Eredmény     |
| 1. párbaj | 1. párbaj | 1. párbaj                                       | 1. párbaj        | 1. párbaj    |
| --------- | --------- | ----------------------------------------------- | ---------------- | ------------ |
| 1         | Kutya     | Everybody (Backstreet's Back) (Backstreet Boys) | Józan László     | Kiesett      |
| 2         | Krokodil  | A Little Less Conversation (Elvis Presley)      | nem ismert       | Nyert        |
| 2. párbaj |           |                                                 |                  |              |
| 3         | Robot     | Szép város Kolozsvár (Marica grófnő)            | nem ismert       | Továbbjutott |
| 4         | Nyuszi    | Addicted to You (Avicii ft. Audra Mae)          | nem ismert       | Nyert        |

### 10. epizód – döntő (április 12.)
| #      | Álarc    | Dal                                   | Személyazonosság | Eredmény     |
| 1. kör | 1. kör   | 1. kör                                | 1. kör           | 1. kör       |
| ------ | -------- | ------------------------------------- | ---------------- | ------------ |
| 1      | Robot    | Da Ya Think I'm Sexy? (Rod Stewart)   | nem ismert       | Továbbjutott |
| 2      | Nyuszi   | California Dreamin (Sia)              | nem ismert       | Továbbjutott |
| 3      | Krokodil | 7 Years (Lukas Graham)                | Árpa Attila      | 3. helyezett |
| 2. kör |          |                                       |                  |              |
| 4      | Nyuszi   | 7 Rings (Ariana Grande)               | Gallusz Nikolett | Győztes      |
| 5      | Robot    | Add már, uram, az esőt! (Kovács Kati) | Nagy Ervin       | 2. helyezett |

## Nézettség
A +4-es adatok a teljes lakosságra, a 18–59-es adatok a célközönségre vonatkoznak. A táblázat csak az RTL által főműsoridőben sugárzott adások adatait mutatja.
| Epizód | Dátum             | Idősáv         | Teljes lakosság (+4) | Teljes lakosság (+4) | Teljes lakosság (+4) | Célközönség (18–59) | Célközönség (18–59) | Célközönség (18–59) | Forrás            |
| Epizód | Dátum             | Idősáv         | AMR (fő)             | SHR (%)              | Heti helyezés        | AMR (fő)            | SHR (%)             | Heti helyezés       | Forrás            |
| ------ | ----------------- | -------------- | -------------------- | -------------------- | -------------------- | ------------------- | ------------------- | ------------------- | ----------------- |
| 1.     | 2020. február 9.  | vasárnap 19:00 | 1 313 145            | 28,0                 | 1.                   | 676 791             | 28,4                | 1.                  | [ 1 ] [ 2 ]       |
| 2.     | 2020. február 16. | vasárnap 19:00 | 1 026 328            | 22,2                 | 1.                   | 532 569             | 21,8                | 1.                  | [ 3 ] [ 4 ] [ 5 ] |
| 3.     | 2020. február 23. | vasárnap 19:00 | 1 021 430            | 21,6                 | 1.                   | 511 762             | 20,6                | 2.                  | [ 6 ]             |
| 4.     | 2020. március 1.  | vasárnap 19:00 | 1 133 911            | 23,6                 | 1.                   | 584 583             | 23,0                | 2.                  | [ 7 ]             |
| 5.     | 2020. március 8.  | vasárnap 19:00 | 1 131 649            | 24,2                 | 1.                   | 600 533             | 24,3                | 1.                  | [ 8 ]             |
| 6.     | 2020. március 15. | vasárnap 19:00 | 1 152 001            | 23,3                 | 1.                   | 642 608             | 24,1                | 1.                  | [ 9 ]             |
| 7.     | 2020. március 22. | vasárnap 19:00 | 1 199 019            | 23,3                 | 1.                   | 683 674             | 26,0                | 2.                  | [ 10 ]            |
| 8.     | 2020. március 29. | vasárnap 19:00 | 1 317 479            | 26,9                 | 1.                   | 715 250             | 27,5                | 1.                  | [ 11 ]            |
| 9.     | 2020. április 5.  | vasárnap 19:00 | 1 436 312            | 30,4                 | 1.                   | 773 142             | 31,6                | 1.                  | [ 12 ]            |
| 10.    | 2020. április 12. | vasárnap 20:00 | 1 451 191            | 30,3                 | 1.                   | 809 680             | 31,8                | 1.                  | [ 13 ]            |